# Болгары в Македонии
Болгары в Македонии (болг. Българите в Македония) — opus magnum Йордана Иванова.
Книга описывает формирование болгарской народности в раннем Средневековье в Македонии. Среди рассматриваемых в книге явлений — болгарский язык в Македонии, Болгарская архиепархия Охрида, борьба за независимую болгарскую экзархию, болгарские школы в Македонии и другие важные проявления болгарства в Македонии.
Книга была опубликована в 1915 году и перепечатана в 1917 году. В 1986 году было опубликовано фототипическое издание книги. Оно содержит 112 страниц и 240 исторических документов периода 681—1878 годов. О преимущественно славяно-болгарском характере населения Македонии, в том числе в исторических границах одноименной римской провинции Македония, включая регионы Фессалии и Албании (с Эпиром). В фототипическом выпуске 1986 года или за 5 лет до дебатов по поводу имени Македонии есть 78 дополнительных страниц с информацией от 681 до 1878 года на английском, французском, немецком, итальянском, чешском, русском, румынском, сербском, хорватском и турецком языках, вкл. документы о преимущественно болгарском национальном характере Македонии в средние века.